# Kada Al-Minja-Al-Danja
Kada Al-Minja-Al-Danja (arab. قضاء الضنية) – jednostka administracyjna w Libanie, należąca do muhafazy Dystrykt Północny, położona na północ od Bejrutu. Dystrykt zamieszkiwany jest przede wszystkim przez sunnitów,  mniejszość stanowią prawosławni i maronici.

## Wybory parlamentarne
Okręg wyborczy, obejmujący dystrykt Baszarri, reprezentowany jest w libańskim Zgromadzeniu Narodowym przez 3 deputowanych-sunnitów.